# Strandfyndet
Strandfyndet (originaltitel Strandvaskeren) är en dansk/svensk samproduktion för tv i sex avsnitt från 1978, skriven av Bent Christensen och Leif Panduro och regisserad av Henning Ørnbak.

## Medverkande (urval)
- Lotte Tarp
- Dick Kaysø
- Susanne Jagd
- Otto Brandenburg
- Jess Ingerslev
- Rita Angela
- Pernille Grumme
- Joen Bille
- Hugo Herrestrup
- Jannie Faurschou
- Poul Glargaard
- Lise-Lotte Norup
- Sten Ljunggren
- Axel Düberg
- Nina Gunke
- Göte Fyhring
- Doris Svedlund
- Sven Wollter
- Per Myrberg
- Gunn Wållgren
- Frej Lindqvist
- Hans Klinga